# 地下絲絨與妮可：聲音的交響
《地下絲絨與妮可：聲音的交響》（英語：The Velvet Underground and Nico: A Symphony of Sound）是安迪·華荷執導的1966年美國電影，記錄了地下絲絨樂團與Nico的排演。

## 簡介

### 拍攝
電影在1966年1月於「工廠」拍攝。電影記錄了地下絲絨樂團與Nico的排演，一段久長、隨興的即席演奏：盧·里德和斯特林·莫里森彈奏電吉他、莫林·塔克擊打具一筒鼓、疊音鈸、小鼓和大鼓的爵士鼓、約翰·凱爾拉奏電子中提琴、Nico則以沙槌和鈴鼓互相敲打；中途凱爾會彈奏電貝斯，以及讓Nico以螺絲起子的柄在其弦線上滑動，自己則以鋼琴的木框作聲音反饋；Nico的兒子，當時仍為小孩的克利斯汀・艾倫・布洛涅在成員間遊走，或坐在中間揮動沙槌。在電影的最後，排演被一名出現在鏡頭中調較放大器的警察中斷，隨後鏡頭移到華荷及處理噪音投訴的警察間的對話，並拍攝到排演的人員以及傑拉德·馬蘭加、比利·納米等人走動。
電影中排演的拍攝充滿了快速的變焦及鏡頭移動，燈光亦不時忽明忽暗。

### 登場人物
電影中除了Nico及地下絲絨的盧·里德、約翰·凱爾、莫林·塔克、斯特林·莫里森，也出現了傑拉德·馬蘭加、比利·納米、斯蒂芬·沙爾、瑪麗·沃倫諾夫、克利斯汀・艾倫・布洛涅、華荷本人及紐約警察。

### 放映及發行
參與拍攝的保羅·莫里西指電影並非實驗性，其目的是於地下絲絨的現場演奏中，在成員準備及調音時放映。
電影曾在1990年6月15日於卡地亞當代藝術基金會的展覽放映，在1991年6月29日法國電視三台亦播放亦其中6分20秒的片段。2004年Raro Video發行了電影的DVD。

### 評論
作家維克多·博克里斯評論道：「1966年1月至4月是華荷與地下絲絨一起的黃金時代……華荷拍攝了妙趣橫生的《聲音的交響》……至今仍為地下絲絨最佳的影像紀錄。」

## 外部連結
- 互联网电影数据库（IMDb）上《地下絲絨與妮可：聲音的交響》的资料（英文）
- AllMovie上《地下絲絨與妮可：聲音的交響》的资料（英文）